# Edmond Borchard
Edmond Borchard (* 28. Juli 1848 in Bordeaux, Département Gironde; † 21. März 1922 in Paris) war ein französischer Maler. 

## Leben
Borchard studierte an der École des Beaux-Arts in Paris und wurde dort u. a. Schüler des Malers Alexandre Cabanel. Mit dessen Unterstützung wurde Borchard schon bald zu den großen Ausstellungen des Salon de Paris zugelassen. Anlässlich der Jahresausstellung 1899 wurde eines seiner Werke mit einer „médaille de seconde classe“ ausgezeichnet. 

## Ehrungen
- 1914 Ritter der Ehrenlegion.

## Werke (Auswahl)
- Rentrée du bateau de sauvetage.
- Chasse à courre au sanglier.
- Un Coup de collier.
- Henriette des Portes de la Fosse.
- La fin d’un cerf.
- Chasse au faisan près de l’étang.
- Portrait de Yorkshire.